# 交響曲第9番 (ヴィラ＝ロボス)
交響曲第9番は、エイトル・ヴィラ＝ロボスが1952年に作曲した交響曲。

## 概要
本作は1952年にリオデジャネイロで作曲された。初演はユージン・オーマンディの指揮、フィラデルフィア管弦楽団の演奏で行われた。曲は作曲者が他界するまで23年連れ添うことになる、伴侶のミンディーナ（Arminda Neves d'Almeida）へ献呈された。

## 楽器編成
ピッコロ、フルート2、オーボエ2、コーラングレ、クラリネット2、バスクラリネット、ファゴット2、コントラファゴット、ホルン4、トランペット4、トロンボーン4、チューバ、ティンパニ、タムタム、シンバル、ヤシの実の皮、バスドラム、シロフォン、ヴィブラフォン、チェレスタ、ハープ、弦五部。

## 楽曲構成
全4楽章で構成される。演奏時間は約20分。
1. Allegro
2. Adagio
3. Scherzo (Vivace)
4. Allegro (giusto)

## 関連文献
- Béhague, Gerard. 1994. Villa-Lobos: The Search for Brazil's Musical Soul. Austin: Institute of Latin American Studies, University of Texas at Austin, 1994. ISBN 0-292-70823-8.
- Enyart, John William. 1984. "The Symphonies of Heitor Villa-Lobos". PhD diss. Cincinnati: University of Cincinnati.
- Peppercorn, Lisa M. 1991. Villa-Lobos: The Music: An Analysis of His Style, translated by Stefan de Haan. London: Kahn & Averill; White Plains, New York: Pro/Am Music Resources Inc. ISBN 1-871082-15-3 (Kahn & Averill); ISBN 0-912483-36-9.
- Salles, Paulo de Tarso. 2009. Villa-Lobos: processos composicionais. Campinas, SP: Editora da Unicamp. ISBN 978-85-268-0853-9.